# Wohnhaus Schneiderstraße 1

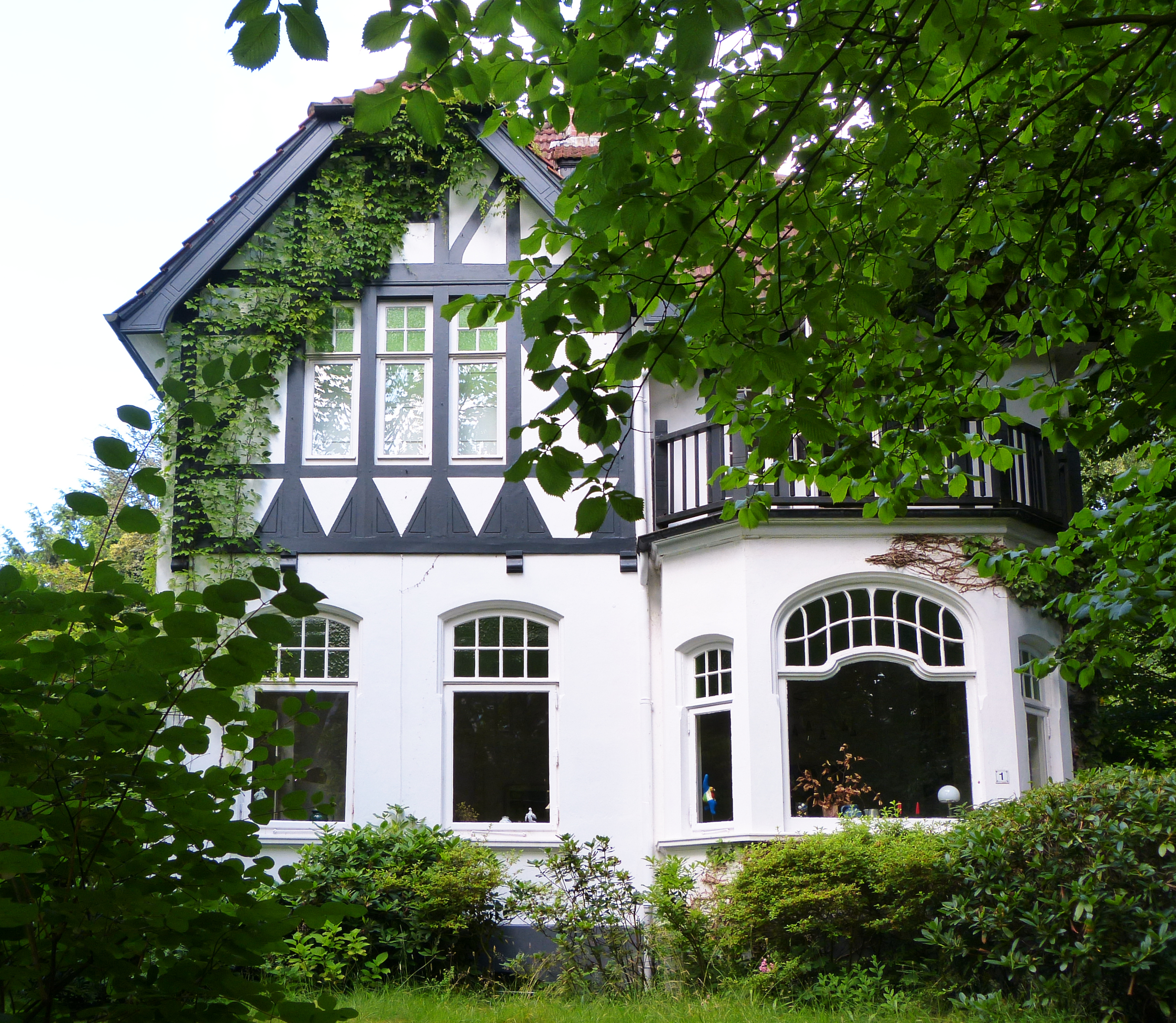
Wohnhaus Schneiderstraße 1, Südostseite

Das Wohnhaus Schneiderstraße 1 in Bremen, Stadtteil Burglesum, Ortsteil Lesum, stammt von 1906. Aktuell (2023) wird es als Wohnhaus genutzt.
Das Bauwerk steht seit 2023 unter Bremer Denkmalschutz.

## Geschichte und Beschreibung
Durch den Bahnanschluss von 1905 kam es in Lesum zu einem Bevölkerungsanstieg. Vor allem freistehende, ländliche Einfamilienhäuser für das zuziehende Wirtschafts- und Bildungsbürgertum entstanden zunächst. Das Gebiet am sogenannten Emmaberg kennzeichnet diese Entwicklung.
Das zweigeschossige sehr differenzierte Wohnhaus als ländliche Villa am nordöstlichen Hang des Emmabergs mit Krüppelwalmdach, Blendfachwerk, Erker und Balkon stammt von 1906 (Inschrift) und orientiert sich am aufkommenden Reform- und Heimatstil; Jugendstileinflüsse sind deutlich erkennbar. Es steht mittig auf einem Gartengrundstück.
Die schmiedeeisernen Torflügel mit floraler Ornamentik haben die Inschriften Emmaberg (links) und 1906 (rechts). Im hinteren Garten steht ein eingeschossiger gänzlich verglaster neuer Anbau mit dreiseitiger Veranda und Flachdach.
Das Landesamt für Denkmalpflege Bremen befand: „… Diese Villen grenzen sich in ihrer Anlage und Gestaltung deutlich von den älteren Bauern- und dörflichen Wohnhäusern ab. … Beispiel einer zeittypischen Vorstadtvilla …“